# 眼鏡啄花鳥
眼鏡啄花鳥是啄花鳥科下的一種鳥類。眼鏡啄花鳥在2009年於婆羅洲森林首度被發現，但由於資訊有限，以及缺乏用於科學研究的標本，眼鏡啄花鳥於2019年前尚未被正式描述或給予二名法命名。其學名的種加詞以婆羅洲土生民族達雅族人命名。

## 命名與基因
由於難以收集用於研究的標本，眼鏡啄花鳥在首次發現後有達十多年沒有公認的科學名稱。2017年1月，汶萊達魯薩蘭大學生物多樣性與環境研究學院發佈新聞稿，宣佈其曾在貝拉隆林冠步道（Belalong Canopy walkway）嘗試捕捉眼鏡啄花鳥及收集其標本，並宣佈正式命名該物種為眼鏡啄花鳥。然而，眼鏡啄花鳥的標本要待2019年鳥類學家克里斯托弗·米連斯基（Christopher Milensky）及雅各·索西耶（Jacob Saucier）在婆羅洲西南部的蘭扎恩地茂野生保護區捕獲眼鏡啄花鳥後方出現，而捕獲地和通常有目擊者報告有眼鏡啄花鳥出現的地方有幾英里的距離。對標本的基因分析發現，眼鏡啄花鳥為一獨立物種，且與同屬啄花鳥屬其他物種的親緣關係均較遠。由於達雅族人的生態系統知識對於婆羅洲的生態保護工作至關重要，眼鏡啄花鳥的學名的種加詞即以達雅族人命名。

## 外觀
大衞·愛德華茲（David Edwards）的2009年論文中有講述兩隻眼鏡啄花鳥的外觀。其中一隻鳥的眼睛的上、下方都有明顯的白色弧形，有如斷開的眼圈。頸部有一道白色條紋延伸到下半身的中央，並與下半身的灰色部分融合。上半身呈板岩灰色。腕關節處有純白色胸毛簇突出。鳥眼、喙和腿均為黑色。另一隻鳥的身體特徵則較不明顯：其羽毛的灰色較淺，眼圈和胸毛的顏色不明顯，胸部的條紋也較不清晰，而頸部則帶有淡黃色的條紋。愛德華茲主張該兩隻鳥均為成鳥，其中前者為雄性，後者則為雌性。「眼鏡啄花鳥」之名中的「眼鏡」取自眼鏡啄花鳥的白色眼圈。

### 發聲
愛德華茲聽到正在着陸和離開的眼鏡啄花鳥發出兩個非常短的硬音，而其聲音和红胸啄花鸟發出的聲音近似。此外，他也聽到一個雄鳥（推測）的清晰鳴叫，帶有一系列大約12個高音調的音，先升後降。

## 分佈與棲息地
眼鏡啄花鳥於2009年6月18日由熱帶生態學家理查·韋伯斯特（Richard Webster）於馬來西亞沙巴丹濃谷自然保護區內的婆羅洲雨林旅舍（Borneo Rainforest Lodge）發現及攝影。其後兩日，韋伯斯特和列斯大學的大衞·愛德華茲、露絲·安·羅萊特（Rose Ann Rowlett）發現了更多的眼鏡啄花鳥，並攝影了多張多於一個眼鏡啄花鳥的照片。旅舍位於5°01′43″N 117°45′5″E / 5.02861°N 117.75139°E、海拔180米、未被砍伐的熱帶雨林中。眼鏡啄花鳥的觀測是在雨林林冠内的懸空人行道中的觀測台上進行的；而其拍攝則是在沙巴的馬廖盆地（Maliau Basin）、汶萊的拉比路（Labi Road）和貝拉隆林冠步道，以及印尼中加里曼丹省等地進行的。近期觀測及攝影顯示眼鏡啄花鳥是汶萊烏魯淡布倫國家公園貝拉隆林冠步道的常客。眼鏡啄花鳥曾經於馬來西亞蘭扎恩地茂野生保護區被捕獲，但時人未知有此物種。

## 習性與生態

### 進食
眼鏡啄花鳥在馬來西亞沙巴丹濃谷首度被發現時正進食寄生於大甘巴豆木樹上的結果附生槲寄生，而黃喉鋸齒啄花鳥、加里曼丹啄花鳥、黃肛啄花鳥和橙腹啄花鳥等啄花鳥在這方面也和眼鏡啄花鳥一樣。哈尼羅爾·H·阿末·沙（Hanyrol H Ahmad Sah）於汶萊貝拉隆林冠步道拍下的一個眼鏡啄花鳥以林冠層的酸腳杆屬附生植物上的成熟的橙色漿果維生。在中加里曼丹省武吉巴蒂卡普（Bukit Batikap）的眼鏡啄花鳥被觀察到以槲寄生屬植物的漿果為食。

### 生態
愛德華茲的論文推測，眼鏡啄花鳥主要棲息在熱帶雨林冠層，依靠槲寄生等短命植物的附生果實維生，非常好動，但絕少（如有）待在森林的下層植被。因此，新物種在一段長時間內未被發現。

## 延伸閱讀
- Phillipps, Quentin; Phillipps, Karen. . Oxford, UK: John Beaufoy Publishing. 2011. ISBN 978-1-906780-56-2.
- . 立場新聞. 2019-10-18  [2019-10-18]. （原始内容存档于2020-08-10）.

## 外部連結
- 眼鏡啄花鳥的照片 （页面存档备份，存于），由newsimg.bbc.co.uk網站提供